# Morfíloco
Morfíloco (em latim: Morphilocus; em armênio/arménio: Մորփիւղիկ; romaniz.: Morpʼiułik) foi um nobre mítico que, segundo a narrativa de Moisés de Corene, era aliado dos macedônios no século III a.C. e se opôs ao rei Valarsaces I. Em decorrências de alguns paralelos perceptíveis, Nicholas Adontz sugeriu que essa figura foi inspirada no general romano Cneu Domício Córbulo, que no contexto da Guerra romano-parta de 58–63, que opôs o Império Romano ao Império Arsácida e o Reino da Armênia, confrontou o rei armênio Tiridates I.

## Vida
Moisés de Corene não fornece informações a respeito a origem de Morfíloco. O cronista o declara como um homem espirituoso, de membros longos e bem proporcionais, que possuía corpo firme e força. É citado durante o reinado de Valarsaces I, tido como fundador da dinastia arsácida, quando se opôs à sua ascensão no Reino da Armênia. Por ser aliado dos macedônios, reuniu tropas de Lázica, Ponto, Frígia, Cesareia Mázaca e outros países e declarou guerra a Valarsaces. O rei reuniu um grande exército em Armavir antes de marchar rumo a Cáldia. Dali, avançou para uma colina próxima de Coloneia no Lico, onde ele e Morfíloco permaneceram por dias a poucos estádios um do outro e fortificaram suas posições.
No dia que os exércitos se enfrentaram, Morfíloco enfileirou suas tropas e marchou. Munido de armas de bronze e ferro, seguiu com um grupo selecionado de soldados e matou a elite do exército de Valarsaces. Visando atacá-lo, Morfíloco avançou a uma distância que o permitisse lançar seus dardos. Moisés de Corene alega que, dada sua força, era capaz que arremessar projeteis a grandes distâncias. Apesar de seu esforço, foi detido e morto pelos soldados armênios, que o perfuraram com suas lanças. Após sua morte, os armênios perseguiram o exército em fuga de Morfíloco, promovendo um banho de sangue.